# Geum fragarioides
Geum fragarioides är en rosväxtart som först beskrevs av André Michaux, och fick sitt nu gällande namn av Jenny E.E. Smedmark. Geum fragarioides ingår i släktet nejlikrotsläktet, och familjen rosväxter. Inga underarter finns listade i Catalogue of Life.

## Bildgalleri

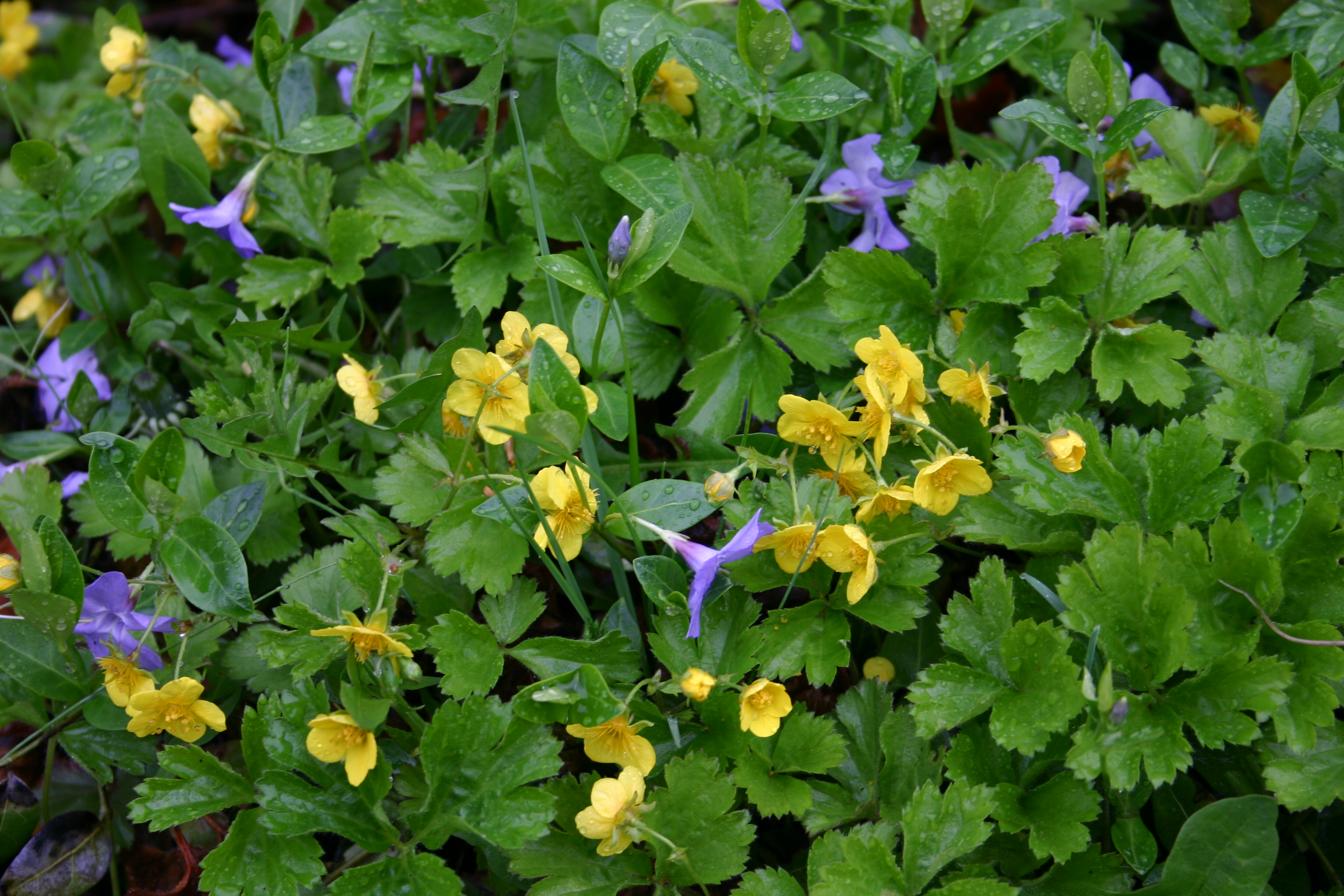
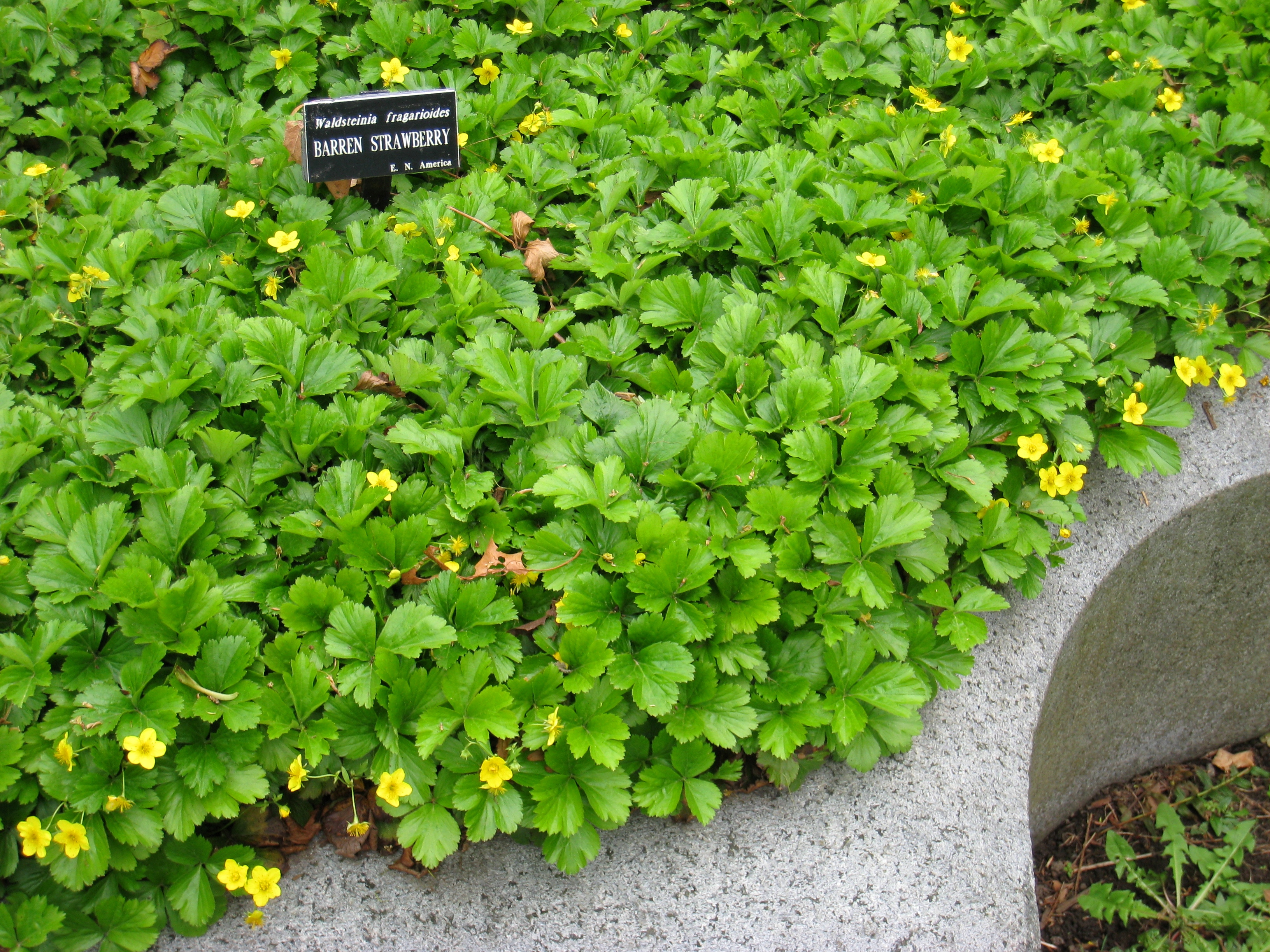
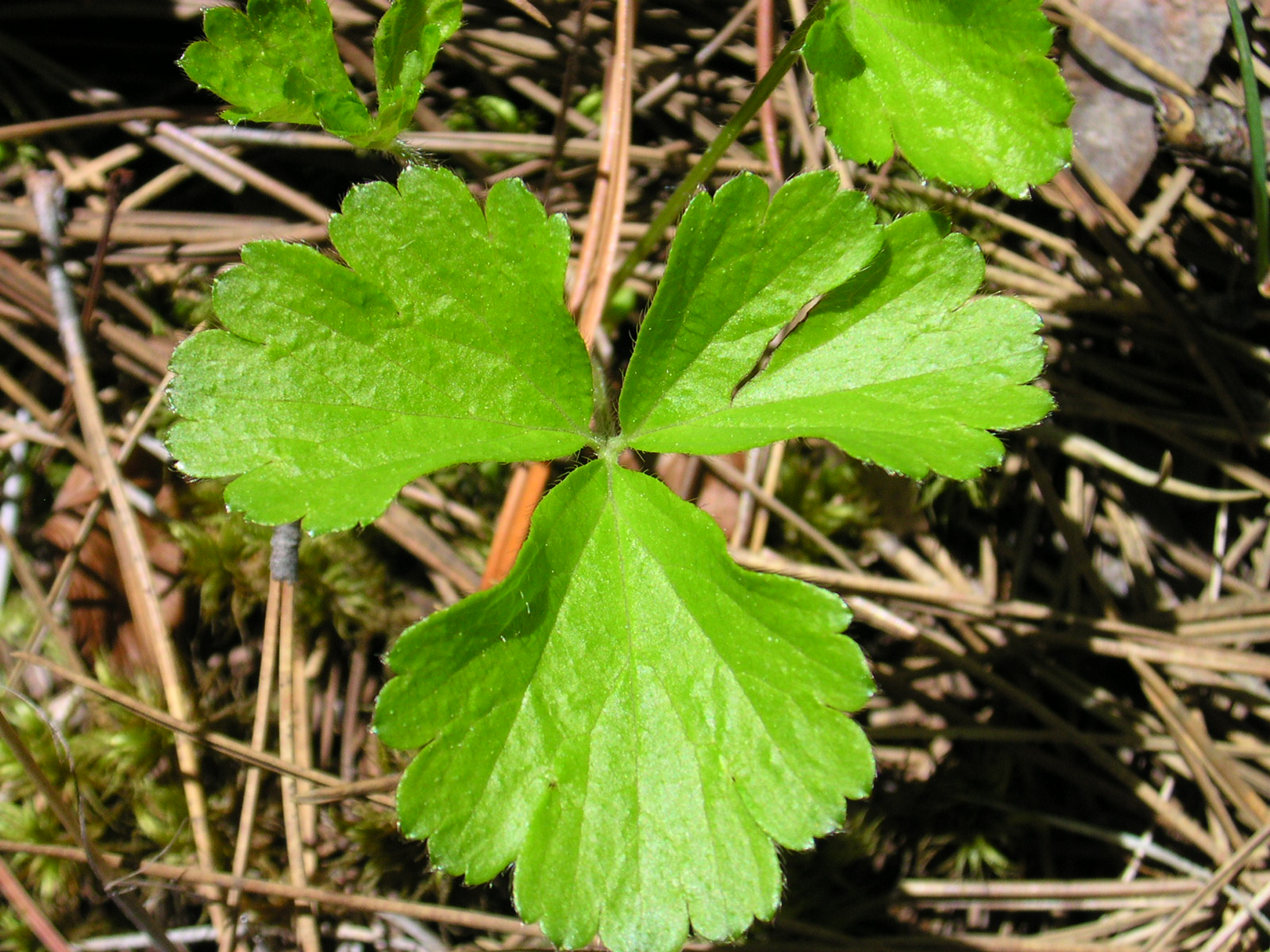
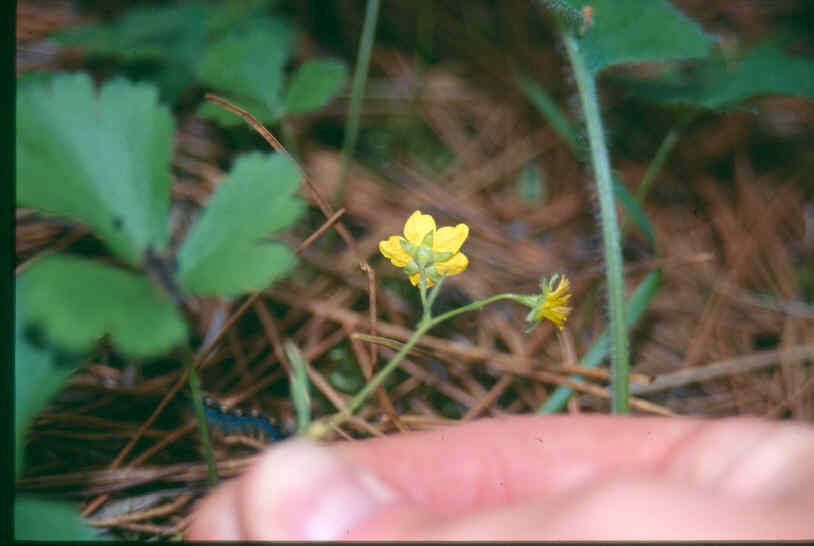
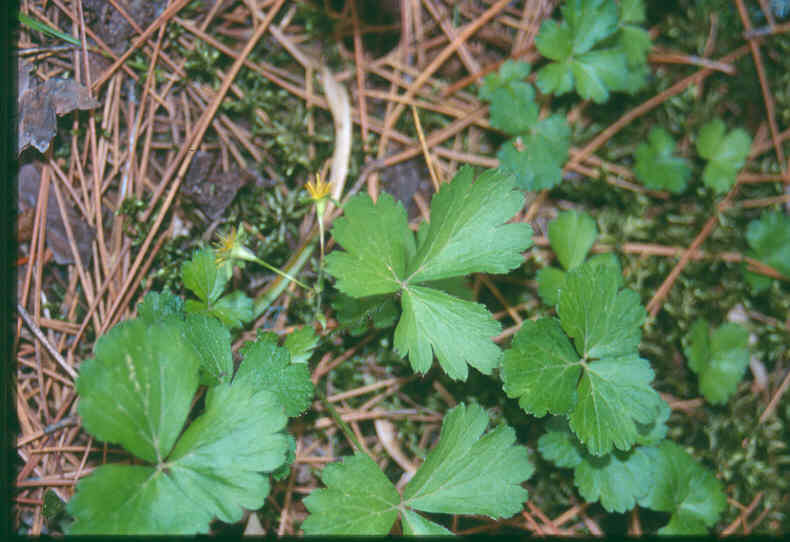
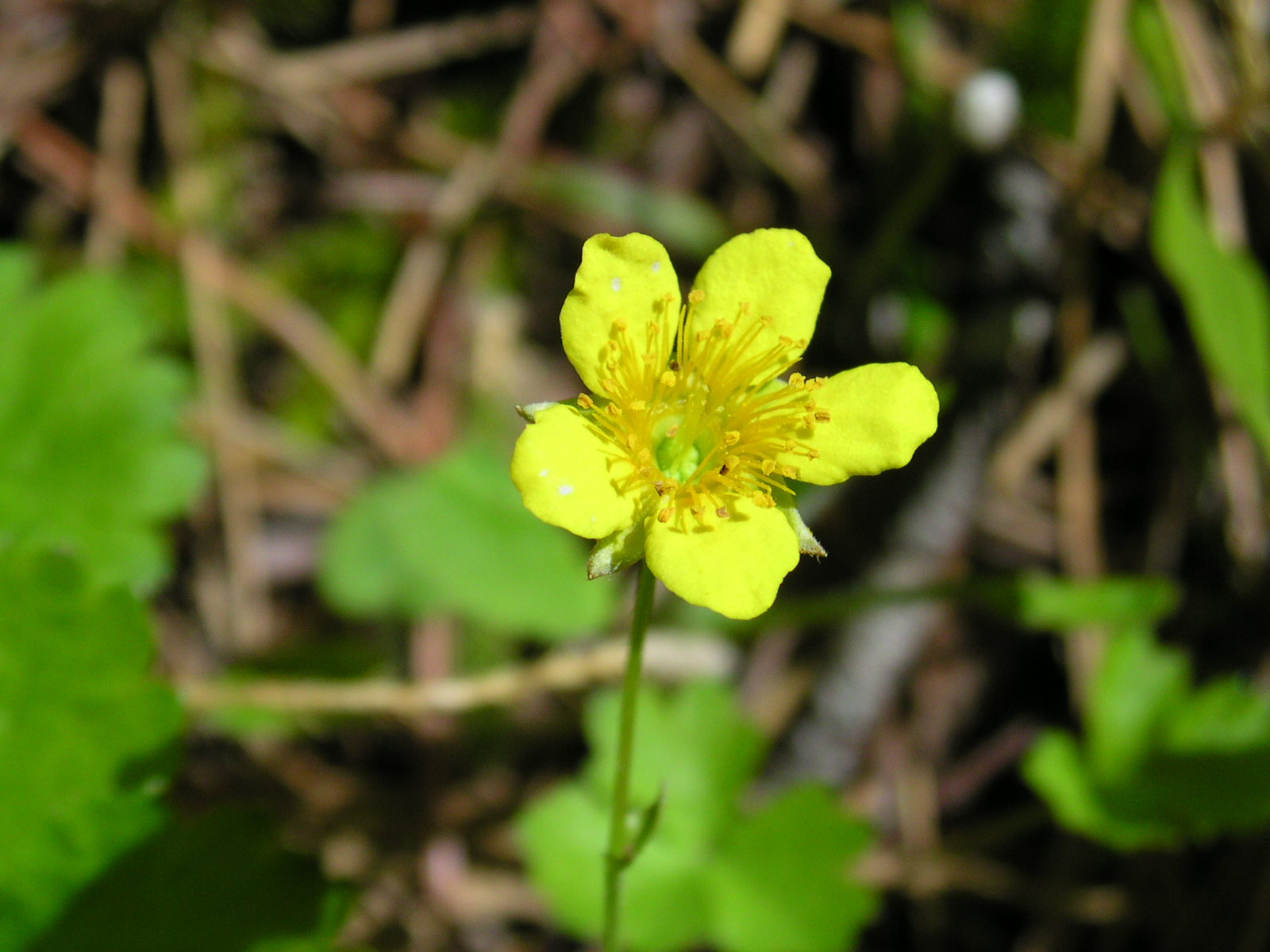